# トークン・パッシング
トークン・パッシング(token passing)とは、LANに於ける媒体アクセス制御（MAC）の方式の一つ。

## 概要
ネットワーク上を、常に「トークン」と呼ばれる特定の内容を持つビット列が巡回していて、データをネットワーク上に送出しようとするノードは、このトークンを捕まえてフレームに変換して、必要なデータを搭載してから送り出す仕組みになっている。イーサネットで使われるCSMA/CD方式と比較すると、負荷が大きい場合でもスループットが落ちないほか、トークンの周回時間を制御すれば、データ転送に要する遅延時間を予測出来るという利点がある。通常はリング型トポロジーのLANで使用されるが、バス型LANに適用した「トークン・バス」という方式も有る。

## トークン・パッシング方式のLAN
トークン・パッシング方式を採用したLANには、以下のものがある。
- トークンリング (IEEE 802.5)
- トークン・バス (IEEE 802.4)
- FDDI
- アークネット
- HP-IL